# Peter Alexander Stadtmüller
Peter Alexander Stadtmüller (*  1930 in Heidenheim) ist ein deutscher Kirchenmusiker und emeritierter Hochschullehrer.

## Leben
Peter Alexander Stadtmüller studierte in Stuttgart bei Anton Nowakowski, Hans Grischkat und Johann Nepomuk David  Kirchenmusik (A-Examen). Er besuchte Meisterkurse bei Anton Heiller, Marie-Claire Alain und Kurt Thomas. Er studierte ferner Musikwissenschaft an der Universität Tübingen. 1952 gewann er den 2. Preis beim ARD-Wettbewerb in München. Von 1953 bis 1960 war er Domchordirektor am Dom St. Martin in Rottenburg und anschließend Kirchenmusiker an St. Elisabeth in Stuttgart. Von 1970 bis 1997 war er als Professor Leiter des Fachbereiches für Musik an der Johannes-Gutenberg-Universität Mainz sowie Leiter der Abteilung für Katholische Kirchenmusik.

## Tondokumente
- Musik für Flötenuhren. CD, MusiContact, Heidelberg 2000.
- Die Orgel in der Abteikirche Neresheim. Motette-Ursina, Wiesbaden 1994.
- Die Toccata. Christophorus-Verlag, Freiburg 1990.
- Musik für Flötenuhren. Christophorus-Verlag, Freiburg 1990.
- Peter A. Stadtmüller spielt Orgelwerke von Johann Sebastian Bach. CD, Cappella-Musikproduktion- und Verlag 1989.
- Orgelkonzert in der Klosterkirche zu Ochsenhausen. Christophorus-Verlag, Freiburg 1985.
- Orgelwerke von J. S. Bach. LP, herausgegeben von der kath. Kirchengemeinde St. Kilian, Wiesbaden 1983.
- Die Holzhay-Orgel in der Abteikirche Neresheim. LP, Motette-Ursina, 1981.
- Die Orgel der Liebfrauenhöhe (Rottenburg). Sonderschallplatte von Orgelbau Winfried Albiez. LP, Audite 36714, Lindau.
- Musik für Flötenuhren. LP, Christophorus-Verlag, Freiburg 1978.
- Peter Alexander Stadtmüller spielt auf der Walcker-Orgel. LP, Musikwissenschaftliche Verlags-Gesellschaft, Murrhardt 1976.